# W. Michael Reisman
William Michael Reisman (* 23. April 1939 in Philadelphia, Pennsylvania) ist ein US-amerikanischer Rechtswissenschaftler. Seit 1972 ist er Professor für Völkerrecht an der Yale University, wo er den Myres S. McDougal Lehrstuhl innehat.

## Leben
Reisman besuchte bis 1956 die Central High School in Philadelphia. Anschließend ging er zum Studium an die Johns Hopkins University in Baltimore, das er 1960 mit dem Bachelor of Arts abschloss. 1963 wurde ihm von der Hebräischen Universität Jerusalem der Bachelor of Laws verliehen und im selben Jahr von der Faculté Internationale pour l'enseignement de droit comparé in Straßburg das Diplôme en Droit Comparé. 1964 erwarb Reisman an der Yale University den Master of Laws und erhielt im selben Jahr die Anwaltszulassung im Staat Connecticut. Er promovierte 1965 in Yale und übernahm eine Stelle als wissenschaftlicher Mitarbeiter.
Nachdem er seit 1969 als Dozent an der Law School der Yale University gewirkt hatte, wurde er dort 1972 zum Professor ernannt. Von 1982 bis 1998 war er Wesley Newcomb Hohfeld Professor of Jurisprudence und hat seit 1998 den Myres S. McDougal Lehrstuhl inne. Zudem lehrte Reisman als Gastprofessor in Tokio, Hongkong, Berlin, Basel, Paris und Genf.
Reisman war für verschiedene rechtswissenschaftliche Zeitschriften als Mitherausgeber tätig. So wirkte er von 1971 bis 1983 als Mitherausgeber des American Journal of International Law, dessen Chefredakteur er von 1998 bis 2003 war, und von 1971 bis 1977 als Mitherausgeber des American Journal of Comparative Law. Von 1972 bis 1987 war er Mitherausgeber des Journal of Conflict Resolution und von 1984 bis 1988 Mitherausgeber der Zeitschrift Policy Sciences.
Reisman engagierte sich in vielfältiger Weise für die Amerikanische Gesellschaft für internationales Recht. Er war Mitglied des Vorstandes, des Komitees für berufliche Weiterbildung und des Komitees für Humanitäres Völkerrecht. Von 1984 bis 1986 war er Vizepräsident der Gesellschaft und ist seit 1996 deren Ehrenvizepräsident. 
Seit 1975 ist Reisman Mitglied des Council on Foreign Relations und der International Law Association sowie seit 1981 der World Academy of Art and Science. Von 1992 bis 1993 war er zweiter Vizepräsident der Interamerikanischen Kommission für Menschenrechte, von 1993 bis 1994 erster Vizepräsident und von 1994 bis 1995 Präsident der Kommission. Zudem ist er seit 1998 Mitglied des Institute of World Business Law der Internationalen Handelskammer.
Reisman war von 1980 bis 1986 Mitglied des Direktoriums des US-amerikanischen Komitees für Flüchtlingshilfe in Somalia und er beriet das Außenministerium der Vereinigten Staaten von 1987 bis 1992 als Mitglied eines Ausschusses für Fragen des internationalen Rechts. Zudem war er verschiedentlich als Schiedsrichter mit der Schlichtung internationaler Streitigkeiten befasst, so unter anderem in dem Schiedsverfahren um den Grenzverlauf von Abyei, in dem am 22. Juli 2009 ein Urteil gesprochen wurde.

## Auszeichnungen
Für seine Verdienste wurde Reisman mehrfach ausgezeichnet. So wurde ihm 1964 von der Yale Law School der Gherini Preis für die beste wissenschaftliche Arbeit eines Studenten zu einem Thema des Internationalen Rechts verliehen und im April 1981 von der World Academy of Art and Science der Harold Dwight Lasswell Award for Communication in a Divided World. Die Amerikanische Gesellschaft für Internationales Recht verlieh ihm 1994 das Certificate of Merit und 1999 wurde er zum Mitglied des Institut de Droit international gewählt. 2001 wurde ihm der Orden von Bahrain Erster Klasse verliehen und 2004 die Manley-O.-Hudson-Medaille der Amerikanischen Gesellschaft für internationales Recht. 2008 zeichnete ihn die St. Thomas University School of Law in Miami Gardens mit dem Human Rights Award aus.

## Publikationen (Auswahl)
- The Supervisory Jurisdiction of the International Court of Justice: International Arbitration and International Adjudication. Nijhoff, Den Haag 1997, ISBN 9789041104410.
- Jurisdiction in International Law. Ashgate, Aldershot 1999, ISBN 1-8401-4093-3.
- International Law in Contemporary Perspective. Foundation Press, New York 2004, ISBN 1-587-78653-2.
- Foreign Investment Disputes: Cases Materials and Commentary. Mit R. Doak Bishop und James Crawford. Kluwer, Den Haag 2005, ISBN 90-411-2311-3.